# Adobadora

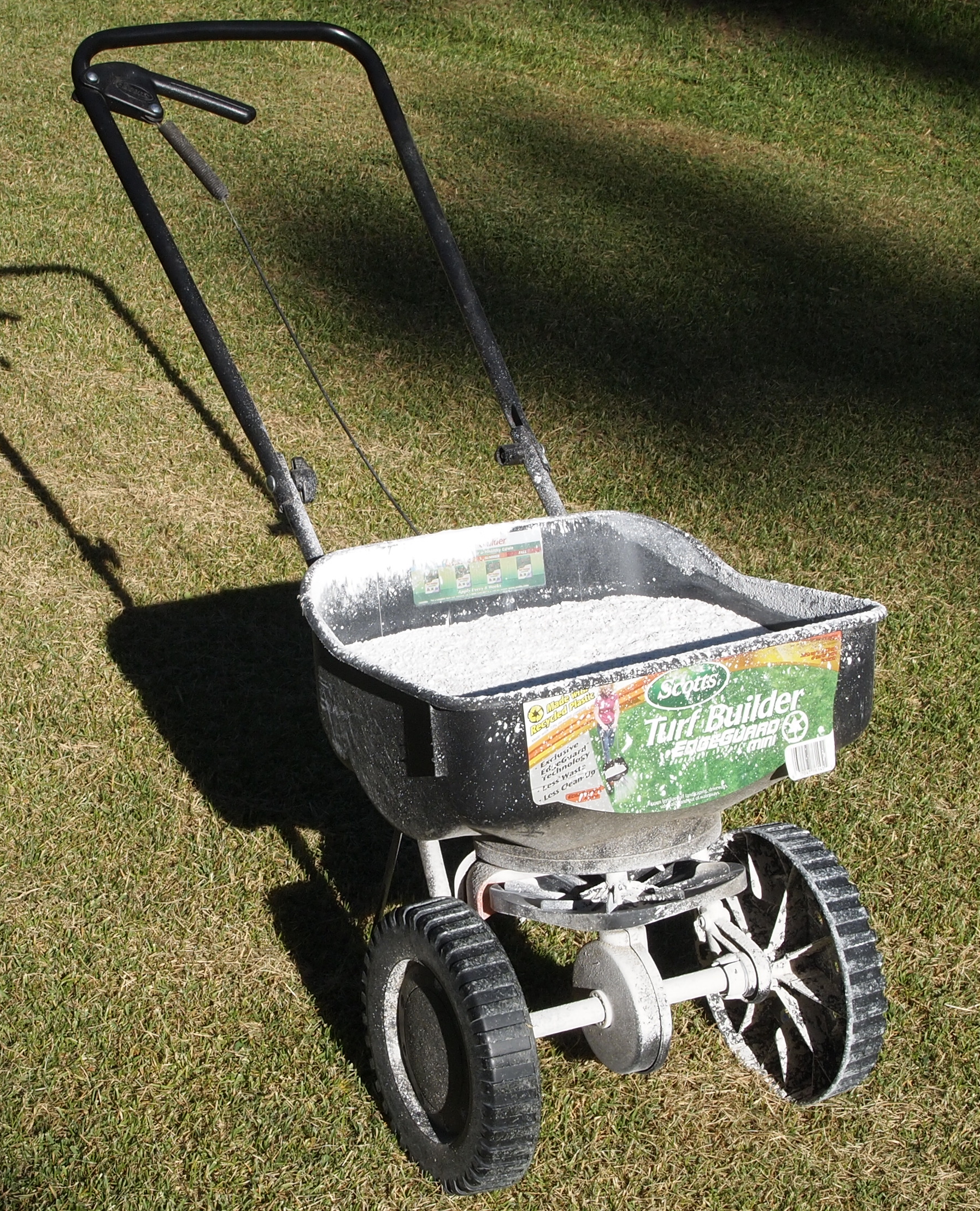
Adobadora empesa manualment

Una adobadora, o escampadora d'adobs, és una maquinària agrícola que es fa servir per escampar adobs o bé llavors, calç, sorra, etc.

## Tipus

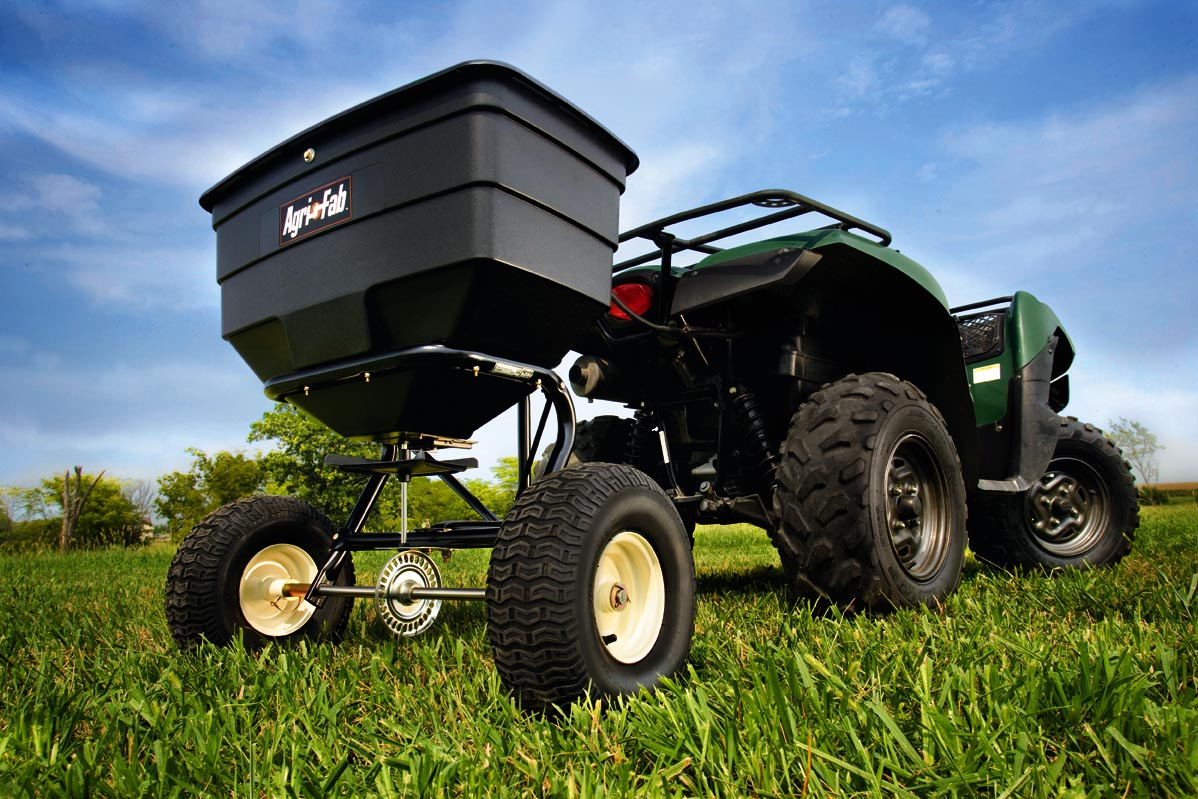
Gran escampadora d'adobs

Les escampadorres d'adobs es poden dividir en tres grups. Les adobadores més petites poden ser portades o empeses mentre escampen el producte. La mida més grossa a continuació estan dissenyades per ser remolcades per un tractor petit. Molt similars en mida a les anteriors són les que es munten als tres punts de connexió dels tractors. Les de mida més grossa són remolcades per grans tractors. Les adobadores que estan muntades sobre els tres punts de connexió del tractor reben l'energia que necessiten a través de l'eix de la presa de força (power take-off, P.T.O.) del tractor.

## Funcionament

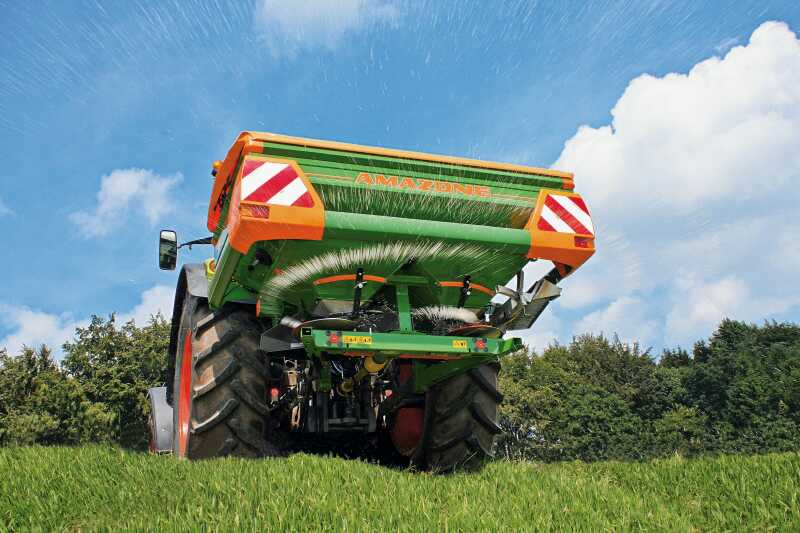
Vista d'una adobadora acccionada mitjançant els tres punts de connexió i la presa de força del tractor

Bàsicament una tremuja gran es col·loca sobre un disc giratori horitzontal, el disc té una sèrie de 3 o 4 aletes adherides al cos perquè tiri el material que li cau de la tremuja cap enfora i lluny de l'adobadora escampadora. Alternativament pot ser emprat un mecanisme de pèndol difusió, aquest mètode és més comú en els grans difusors comercials. Les fotografies mostren clarament la tremuja de material, aquestes tremuges són comunament fetes de plàstic, acer pintat o acer galvanitzat.
Algunes escampadors de llavors tenen aletes direccionals per controlar la direcció del material que es va llençant.